# Heinrich Wilhelm von Gerstenberg
Heinrich Wilhelm von Gerstenberg (3. ledna 1737 Tønder, Šlesvicko – 1. listopadu 1823 Hamburk-Altona) byl německý spisovatel, básník a kritik.
Díky svému dlouhému životu prošel Gerstenberg mnoha obdobími německé literatury. V mládí pobýval několik let v Kodani, kde na něj zapůsobil Friedrich Gottlieb Klopstock. Později byl členem hnutí Sturm und Drang: z tohoto období pochází jeho nejznámější dílo, tragédie Ugolino (1786). Současně píše kritické dílo Briefe Uber Merkwürdigkeiten der Literatur (1766–1770), kde vyjadřuje literární názory hnutí a především nadšení pro Shakespeara (zároveň zde ostře kritizuje Wielandovy překlady Shakespearových her). Ve stáří se od literatury odklání a věnuje se Kantově filosofii.

## Díla
- Tändeleien. Lipsko 1750
- Prosaischen Gedichte. Altona 1759
- Kriegslieder eines dänischen Grenadiers. Altona 1762
- Gedichte eines Skalden. Kodaň 1766
- Ariadne auf Naxos. Kantate. Kodaň 1767
- Ugolino. Trauerspiel. Hamburk 1768
- Minona. Hamburk 1785
- Briefe über Merkwürdigkeiten der Literatur. Schleswig 1766/70 (4 sv.)
- Vermischten Schriften. Altona 1815 (3 sv.)
- Gedicht eines Skalden. 1767
- Handbuch für einen Reuter
- Clarissa im Sarge. Kantate (nedokončeno)
- Peleus. Oper (nedokončeno)